# Brown House (Arizona)
Das Brown House ist ein historisches Haus in Yuma (Yuma County, Arizona, USA). Es befindet sich in der South 1st Avenue, Hausnummer 268.
Das Haus, das heute betriebswirtschaftlich genutzt wird, wurde 1893 hauptsächlich aus Backstein errichtet.
Das Brown House in Arizona wurde am 7. Dezember 1982 vom National Register of Historic Places mit der Nummer 82001626 aufgenommen.